# Best of (album de Kyo)
Pour les articles homonymes, voir Best of.
Albums de Kyo
300 lésions L'Équilibre
Best of est une compilation du groupe Kyo regroupant tous ses singles, quelques autres titres et également deux inédits. Il fut disponible sur les sites de téléchargement légal et dans le commerce à partir du 17 décembre 2007. Pour sa sortie physique, cette compilation comprend un album et un DVD.

## Liste des titres

### CD
| No  | Titre                 | Auteur                    | Durée |
| --- | --------------------- | ------------------------- | ----- |
| 1.  | Comme des frères      | Kyo                       | 3:57  |
| 2.  | Sad day               | Kyo                       | 3:30  |
| 3.  | Sarah                 | Kyo                       | 2:50  |
| 4.  | Contact               | Kyo                       | 3:27  |
| 5.  | Qui je suis           | Kyo                       | 3:45  |
| 6.  | Ce soir               | Kyo                       | 4:11  |
| 7.  | Je cours              | Kyo                       | 2:59  |
| 8.  | Le chemin             | Kyo, Jean-François Berger | 3:29  |
| 9.  | Tout envoyer en l'air | Kyo, Jean-François Berger | 3:10  |
| 10. | Dernière Danse        | Kyo, Jean-François Berger | 3:47  |
| 11. | Chaque seconde        | Kyo, Jean-François Berger | 3:47  |
| 12. | Je saigne encore      | Kyo, Jean-François Berger | 3:52  |
| 13. | C'est ma faute        | Benoît Poher              | 3:20  |
| 14. | Le ciel s'indigne     | Kyo                       | 3:38  |
| 15. | Sous ses cils         | Kyo                       | 3:12  |
| 16. | Contact (Live 300)    | Kyo                       | 4:31  |
| 17. | Sarah (Live)          | Kyo                       | 3:36  |
| 18. | Ce soir (Live)        | Kyo                       | 4:17  |
| 19. | Dernière danse (Live) | Kyo                       | 7:03  |

| 20. | Respire (Live)          | Kyo | 3:36 |
| 21. | Comme des frères (Live) | Kyo | 5:02 |

### DVD
| 1. | Comme des frères |  |
| 2. | Je saigne encore |  |
| 3. | Contact          |  |
| 4. | Respire          |  |
| 5. | Ce soir          |  |
| 6. | Dadoo lapin      |  |

| 1. | Contact               |  |
| 2. | Sarah                 |  |
| 3. | Qui je suis           |  |
| 4. | Ce soir               |  |
| 5. | Le chemin             |  |
| 6. | Je cours              |  |
| 7. | Dernière danse        |  |
| 8. | Tout envoyer en l'air |  |
| 9. | Je saigne encore      |  |

| 1. | Sad day |  |